# Natalia Makarova
Pour les articles homonymes, voir Makarova.
Natalia Romanovna Makarova (en russe : Наталия Романовна Макарова), née à Léningrad le 21 octobre 1940, est une danseuse russe naturalisée américaine.

## Biographie
Makarova est née en 1940 à Leningrad, sous le régime soviétique. À l'âge de 12 ans, elle auditionne pour l'École chorégraphique de Leningrad (anciennement l'École impériale de ballet), et est acceptée bien que la plupart des élèves rejoignent l'école à l'âge de 9 ans. Passionnée aussi de littérature, elle parle cinq langues, dont le français.
Formée par Elena Chiripina (ru), elle se produit au Kirov de 1959 à 1970. Elle est notamment la première interprète des rôles principaux dans La Punaise inspirée de la pièce de théâtre éponyme de Vladimir Maïakovski et dans Au Pays des merveilles d'Isaak Schwarz, chorégraphiés par Leonid Jacobson respectivement en 1962 et en 1967. Eklle remporte le Concours international de ballet de Varna en 1965,.

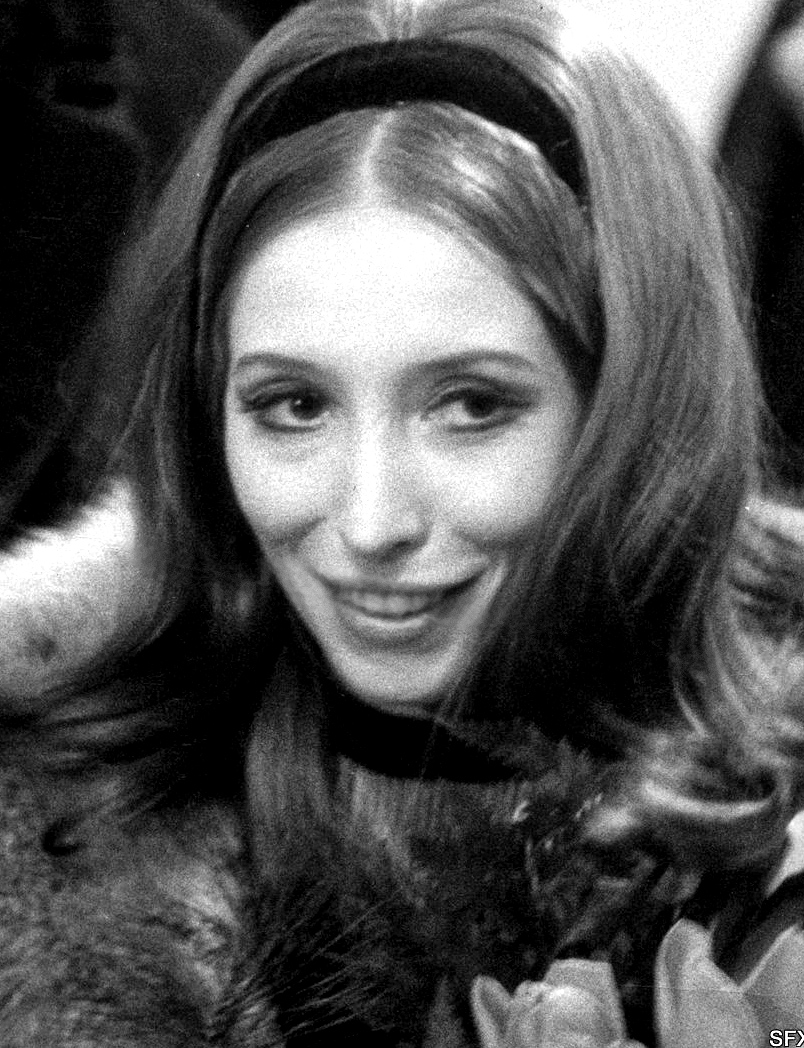
Natalia Makarova en 1971

Elle quitte l'Union des républiques socialistes soviétiques pour l'Ouest en 1970. Le 4 septembre 1970 précisément, lors d'une tournée à Londres, l'artiste demande le droit d'asile en Grande-Bretagne, et l'obtient presque immédiatement. Environ une dizaine d'années auparavant, en 1961, un autre danseur,  Rudolf Noureev avait fait défection de cette même troupe du Kirov,. Elle rejoint le Royal Ballet. À partir de décembre 1970, elle se produit avec l'American Ballet Theatre de New York.
Engagée au Royal ballet à Londres, puis à l'American Ballet Theatre à New York, elle danse des classiques, dans un premier temps. Elle est admirée par son art chorégraphique (fluidité musicale, précision dans les détails, impression de fragilité) et son lyrisme dans ses interprétations. Elle contribue à l'appropriation en Occident des œuvres de Marius Petipa. Mais elle est aussi attirée par les chorégraphies contemporaines de danse. Elle interprète des ballets néoclassiques de Kenneth MacMillan, de John Cranko, ou encore de Roland Petit, notamment dans le rôle principal de sa chorégraphie intitulée Carmen en 1981,sur la musique de Georges Bizet,. Associant par tempérament romantisme et sensualité, elle danse aussi, par exemple, dans Other Dances de Jerome Robbins en 1976, dans Mephisto valse de Maurice Béjart en 1979, ou encore dans L'Ange bleu de Roland Petit, en 1985, lors de la création de cette chorégraphie à Berlin,. Elle joue également dans la reprise de la comédie musicale On Your Toes, en 1983/1984 au Virginia Theatre, dans une mise en scène de George Abbott, qui est un triomphe. Elle est lauréate des Drama Desk Awards et des Tony Awards en 1983.  

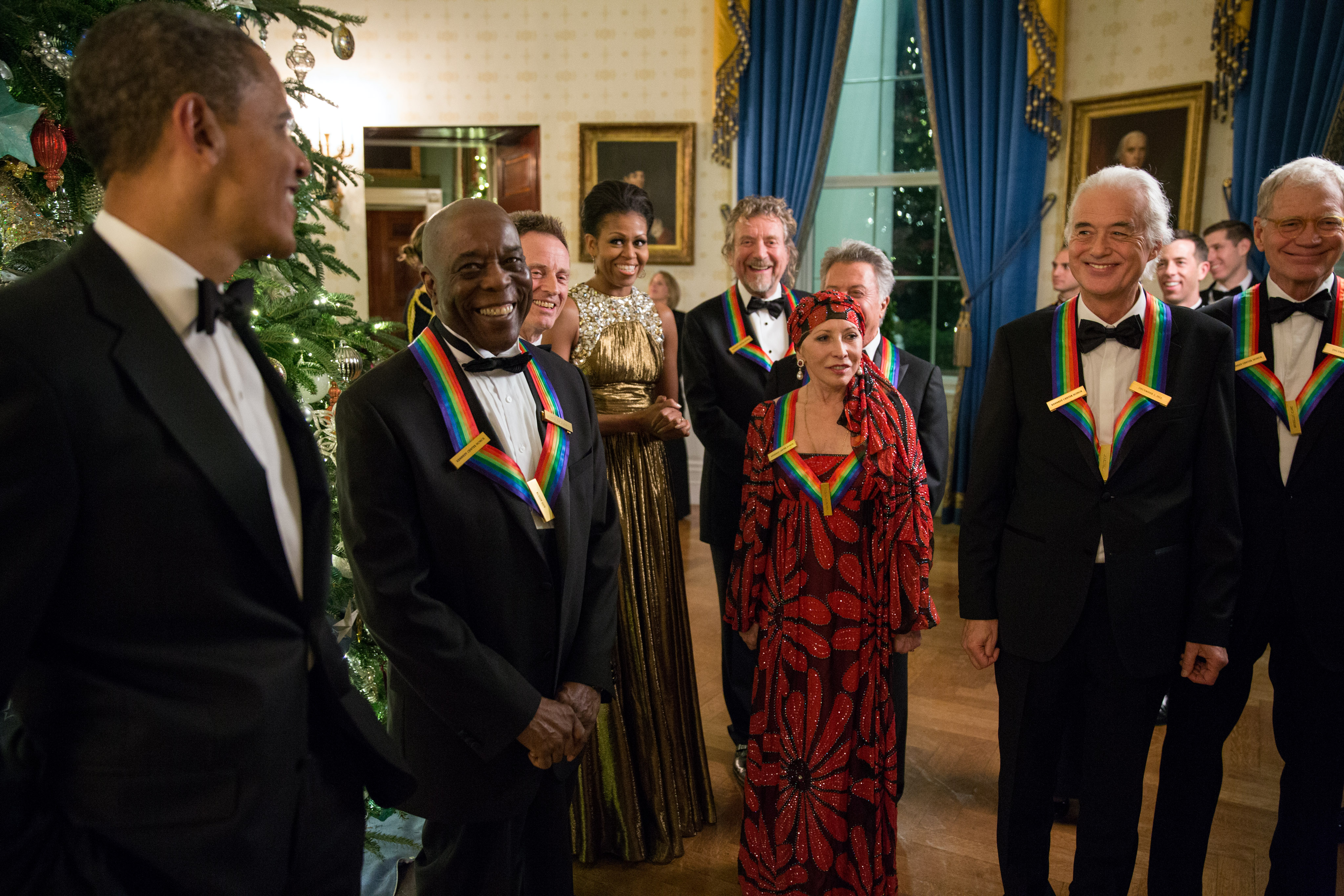
À la Maison Blanche en 2012

Elle réalise pour la BBC une série documentaire sur l'histoire de la danse en 1987. Elle publie une autobiographie en 1979. L'année suivante, elle revient à son théâtre d'origine, le Ballet du Kirov, retrouvant sa famille et ses anciens collègues et enseignants. Ce retour est documenté dans un film, Makarova Returns, qu'elle écrit et présente. Après sa représentation au Kirov, elle se retire des planches en raison des blessures accumulées, notamment aux genoux, et fait don de ses chaussures et de ses costumes au musée du Kirov. Elle met ensuite en scène des ballets. Elle reçoit en 2012 le Kennedy Center Honors, une cérémonie suivie d'une réception à la Maison-Blanche par le président Barack Obama et son épouse Michelle.

## Autobiographie
- Natalia Makarova, A Dance Autobiography, Alfred A. Knopf, New York, 1979  (ISBN 978-0394501413), 366 p.